# 指宿港
指宿港（いぶすきこう）は、鹿児島県指宿市の地方港湾。鹿児島県が管理している。

## 概要

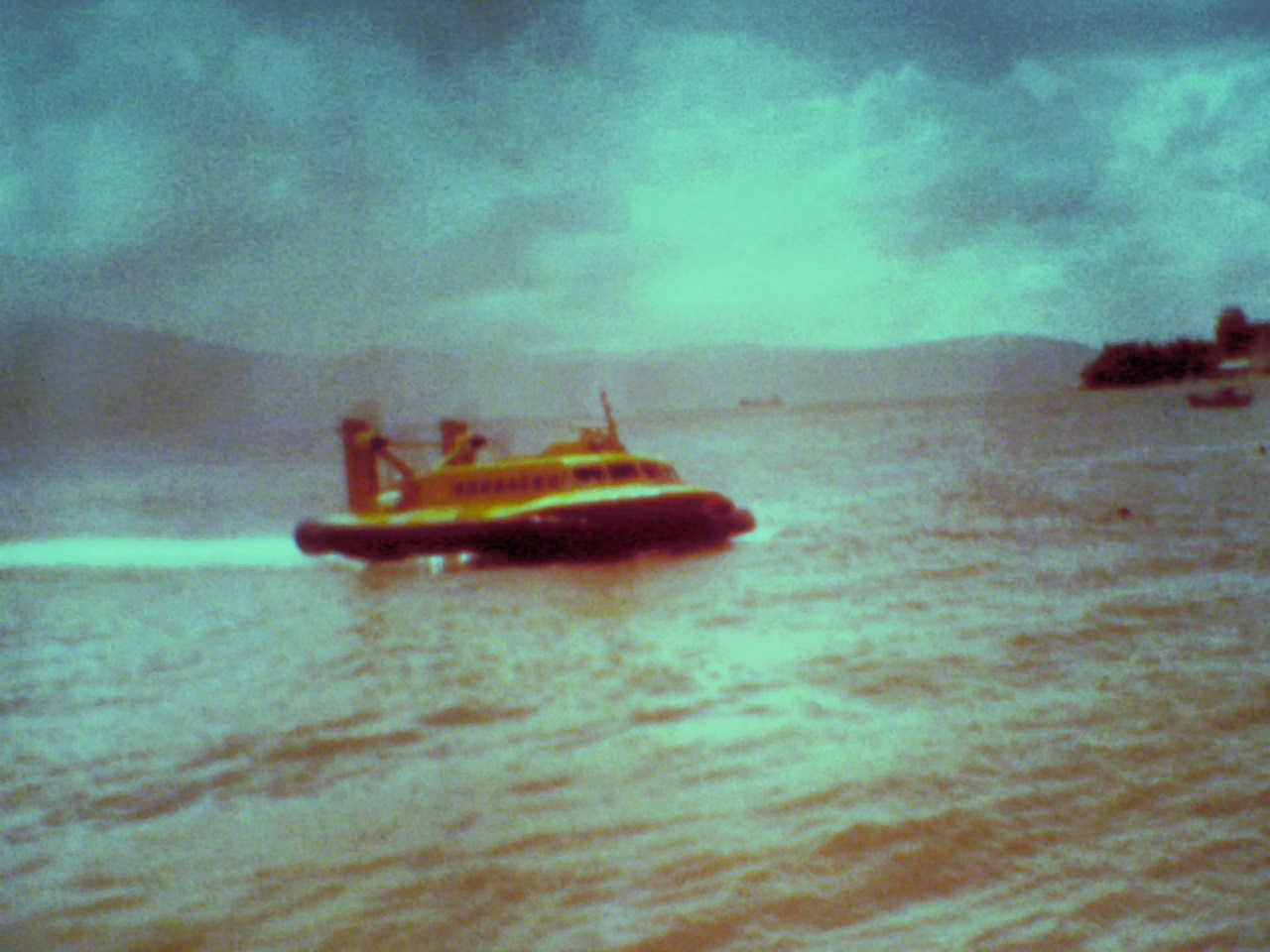
1970年代に運航されていた空港ホバークラフト

鹿児島湾の湾口部に面した港である。指宿港待合所が設けられており、フェリーなんきゅうの高速船、種子屋久高速船のジェットフォイルが寄港する。1972年から1977年まで、当港と鹿児島空港を結ぶ空港ホーバークラフトが就航しており、鹿児島港または桜島を経由して加治木港で陸路に接続していた。
2015年度の発着数は983隻（180,087総トン）、利用客数は19,884人（乗船10,726人、下船9,158人）である。

## 航路

### 種子屋久高速船
- 鹿児島港 - 指宿港 - 種子島（西之表港） - 屋久島（宮之浦港）

種子島・屋久島方面1便、鹿児島方面1便の1日3便が寄港する。

### フェリーなんきゅう
- 指宿港 - 根占港

高速船「なんきゅう10号」が就航する（航海時間約20分）。1日4往復が運航されており、指宿枕崎線の指宿駅で鹿児島中央方面の列車との接続を考慮したダイヤとなっている。